# Factions de Warhammer 40,000
 (juillet 2022).
Si vous disposez d'ouvrages ou d'articles de référence ou si vous connaissez des sites web de qualité traitant du thème abordé ici, merci de compléter l'article en donnant les références utiles à sa vérifiabilité et en les liant à la section « Notes et références ».
Cet article répertorie les différentes factions du jeu Warhammer 40,000.

## Univers
L'univers de Warhammer 40,000 se situe dans un futur lointain, au 41e millénaire dont la phrase type descriptive de games Workshop est : ...dans les ténèbres d'un lointain futur, il n'y a que la guerre.... En effet, dans cet univers, plusieurs empires et factions sont constamment en guerre les uns contre les autres ; et ce, depuis au moins 10 000 ans.

## Factions

### Le Chaos
Le Chaos représente le mal dans l'univers de Warhammer 40,000. Il réside dans la dimension du Warp et cherche à s'infiltrer dans notre réalité pour la détruire. Outre les démons du Warp, le Chaos est pour une large part représenté par les impériaux hérétiques, corrompus par les puissances chaotiques et qui se sont rebellés contre l'Empereur de l'Humanité pendant l’Hérésie d'Horus. Ces derniers forment le pendant sombre des factions de l'Impérium :
- Les Space Marines du Chaos (Hereticus Astartes) sont l'équivalent des Space Marines impériaux[1].
- La Garde du Chaos (Hereticus Militarum) est l'opposée de la Garde Impériale[1].
- La Flotte du Chaos (Hereticus Navis) est le contraire de la Flotte Impériale[1].
- Le Mechanicum Noir (Héréticus Mechanicum) est le pendant chaotique de l'Adeptus Mechanicum[1].
- Les Cultistes du Chaos sont de simples humains convertis au Chaos et qui servent d'esclaves ou de chair à canon[1].

### Eldars
Les Eldars sont une des plus anciennes races de la galaxie et une des plus développées, bien que mourante. En effet, leur cycle de reproduction est bien plus lent que le rythme auquel ils sont tués dans les divers conflits de la galaxie.

### Imperium
L'Imperium est un empire qui regroupe et défend l’humanité contre les races extraterrestres, les puissances chaotiques et l'hérésie.
L'Astra Militarum (ou plus communément Garde impériale) est la principale force armée de l'Imperium, avant même les surhumains « Space Marines » de l'Empereur. Dans cet univers extrêmement sombre, l'Humanité est dirigée par une organisation disciplinaire très puissante, pour qui la vie d'un homme n'a pas plus d'importance qu'un caillou.

### Kroots
Originaires du monde de Pech, ce sont des chasseurs vivant dans des milieux boisés, dont l'apparition n'est pas clairement datée, mais dont la "découverte" par la race des T'au date de leur première vague d'expansion.

### Nécrons
Les Nécrons sont la race la plus ancienne de l'univers 40K, existant depuis des millions d'années. Autrefois biologiques, ils accédèrent à l'immortalité au prix de la damnation en se transformant en race robotique et en lançant une guerre contre leurs anciens maîtres, qu'ils exterminèrent. Mais cette guerre dévasta la galaxie, qui ne pouvait dès lors plus assurer leur subsistance. Il se placèrent donc en stase durant des millions d'années et furent réveillés au 41e millénaire par une expédition de l'Imperium. Depuis, ils se sont lancés à la reconquête de la galaxie pour restaurer la gloire de leur empire déchu.

### Ogryns
Les Ogryns sont des abhumains à la taille gigantesque et à la carrure impressionnante.

### Orks
Les Orks sont la plus belliqueuse des races extraterrestres, et malheureusement pour les autres races, la plus répandue..

### Squats
La race des Squats constituait lors du début du jeu de figurines Warhammer 40,000 un parallèle futuriste avec les Nains du jeu homologue Warhammer Fantasy Battle. Cette espèce fut abandonnée lors de la troisième édition du jeu, les créateurs affirmant qu'ils ne parvenaient pas à créer une identité spécifique pour cette faction dans l'univers de Warhammer 40,000; l'astuce scénaristique utilisé fut que la disparition des Squats fut causée par les Tyrannides.
Le retour des Squats dans l'univers de Warhammer 40,000 commença avec la sixième édition, par une mention dans le Codex les décrivant comme étant des Abhumains (autrement dit une sous-espèce de l'humanité). Les Squats ont été formellement réintroduits d'abord de manière limitée avec la huitième édition, avant d'être pleinement réintégrés dans l'univers de Warhammer 40,000 le 1er avril 2022 comme armée jouable sous le nom de "Ligues de Votann" avec une première figurine .

### Tau
Les Tau forment une civilisation très jeune (seulement 6 000 ans). Ils adhèrent à la philosophie du "Bien Suprême" et leur société est constituée en cinq castes correspondant aux éléments: Eau (les diplomates), Air (les pilotes), Feu (les soldats), Terre (les ouvriers) et Éther (les dirigeants). Contrairement aux autres empires, les Tau n'ont aucun problème à incorporer les membres d'autres races dans leurs rangs.

### Tyranides
Les Tyranides sont une race de xénomorphes ressemblant beaucoup aux créatures que l'on voit dans les films Alien.

### Crédits internes
- Cet article est partiellement ou en totalité issu de l'article intitulé « Kroot » (voir la liste des auteurs).

- Cet article est partiellement ou en totalité issu de l'article intitulé « Ogryn » (voir la liste des auteurs).

- Cet article est partiellement ou en totalité issu de l'article intitulé « Squats (Warhammer 40,000) » (voir la liste des auteurs).

- Cet article est partiellement ou en totalité issu de l'article intitulé « Garde impériale (Warhammer 40,000) » (voir la liste des auteurs).